# Día del Niño por Nacer
El Día del Niño por Nacer se celebra cada 25 de marzo y busca conmemorar, promover y defender la vida humana desde la concepción en el vientre de la madre. En esa fecha, el movimiento provida organiza en todo el mundo celebraciones y actividades destinadas a la concientización sobre la necesidad de defender la vida desde la concepción y en todas sus etapas.

## Historia
En 1993, El Salvador se convirtió en la primera nación en celebrar oficialmente lo que se llamó el Día del Derecho a Nacer. Posteriormente, otros países han iniciado celebraciones oficiales para los no nacidos, como Argentina con el Día de los no Nacidos en 1998, en Guatemala con el mismo nombre en 1999 y en Chile en 2014 con el Día del que Está por Nacer y de la Adopción. En la celebración de 1999 en Buenos Aires, se unieron representantes de las comunidades musulmana, ortodoxa y judía de Brasil. La promoción del Día Internacional del Niño por Nacer fue respaldada por los Caballeros de Colón. En el año 2006, después de una misa, la presidenta filipina Gloria Macapagal Arroyo declaró el Día anual para el Niño por Nacer el 25 de marzo. En el 27 de agosto de 2018 Puerto Rico se unió en la lista de países en observar el Día del Niño por Nacer.
En algunos países del mundo coincide con la solemnidad de la Anunciación, cuando, según los católicos, el arcángel san Gabriel anunció a María que iba a concebir a Jesús, el Salvador. Esta solemnidad se celebra el 25 de marzo porque coincide con los 9 meses antes de Navidad, el 25 de diciembre, día del nacimiento de Jesús. Es por esta razón que la organización provida, que defiende los derechos del niño desde la concepción, estableció el Día del Niño por Nacer en el día de la Anunciación.

## Día del Niño por Nacer en la Argentina

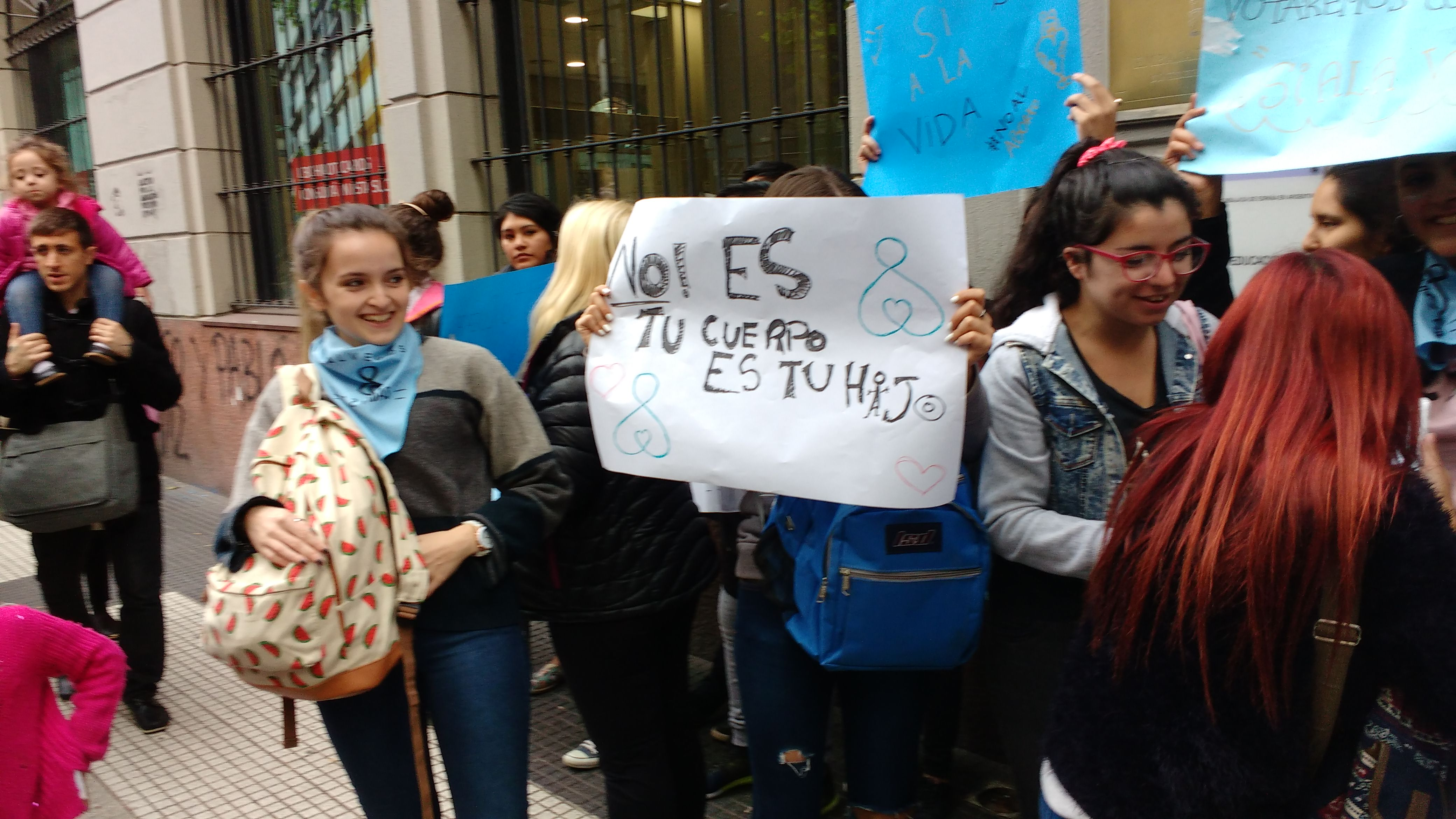
Manifestantes provida argentinos en el Día del Niño por Nacer

El Día del Niño por Nacer es recordado cada 25 de marzo. Fue declarado el 7 de diciembre de 1998 por iniciativa del entonces presidente Carlos Saúl Menem en el decreto número 1406/98, luego de una entrevista con el papa Juan Pablo II en la Ciudad del Vaticano.